# Antioquia de Pisídia
Antioquia de Pisídia (en grec antic Ἀντιόχεια τῇ Πισιδίᾳ) era una ciutat de Pisídia a la part sud de les muntanyes entre Frígia i Pisídia.
Estrabó diu que Filomèlion, una altra ciutat fronterera, era a la part nord de la serralada situada en una plana i molt propera a la muntanya, i Antioquia al sud sobre un petit turó.
Les restes, nombroses, inclouen grans edificis fets amb pedres tallades, probablement esglésies, muralles, 20 arcs perfectes d'un aqüeducte, part d'un temple dedicat a Dionís, i un petit teatre. Una construcció està tallada a la roca en forma semicircular, i té una cambra quadrada, i amb força restes de marbre i columnes; es pensa que podria ser l'àditon, un annex d'un temple (probablement el de Men Arcaeus, adorat a Antioquia.
Probablement va ser fundada com a colònia de Magnèsia del Meandre, segons Estrabó. Va passar als perses, macedonis, selèucides i el 188 aC al Regne de Pèrgam. Va tornar als romans després del 133 aC i en temps d'August era una colònia amb el nom d'Antioquia Cesarea, segons diu Plini el Vell. Pau de Tars i Bernabé la van visitar, ja que la ciutat tenia una nombrosa colònia jueva. La predicació de Pau va tenir un gran efecte sobre els grecs, però els jueus van organitzar una persecució contra els apòstols i els van expulsar de la ciutat. Més tard, van fer una segona visita i van confirmar els deixebles.
Antioquia era la capital de la província romana de Pisídia al segle iv). Es creu que correspon a la moderna Yalvaç.